# Сатурнийский стих
Сату́рнийский стих (лат. Saturnius numerus), сату́рнов стих — древнейший, народный стих латинского стихосложения. Называется по имени Сатурна, италийского бога золотого века. Структура сатурнийского стиха полностью до сих пор не определена; сохранилось немногим более 120 строк, причём большинство этих строк принадлежит поэтам, уже знакомым с греческой метрикой и, возможно, упорядочивавшим древний ритм по греческим правилам.
Древнейший сатурнийский стих, вероятно, состоял из 2 полустиший, 7-сложного и 6-сложного; при этом первое членилось по образцу кельтского стиха (3 + 4), второе отличалось от первого только усечением на слог спереди (3 + 3); т. о. полный слоговой состав стиха — 3 + 4 || 3 + 3.
Поздний сатурнийский стих трансформировался одновременно в двух направлениях: от силлабической к тонической и от силлабической к квантитативной метрике; в таком деформированном виде сатурнийский стих дошёл до нашего времени.
Эволюция к тонической метрике состояла в следующем:
- разрушалось постоянство слогового объема;
- сохранялось число ударных слов, 3 слова в первом полустихе, 2 — во втором;
- развивалась аллитерация начальных звуков в начале полустихов, по образцу германской тоники.

Эволюция к квантитативной метрике состояла в том, что постоянство слогового объёма разрушалось с появлением пар кратких слогов вместо исходного долгого. Отсюда восстанавливается квантитативная схема, описывающая все сохранившиеся образцы сатурнийского стиха. Эта многовариантная схема допускает большое разнообразие ритмов:
```
UU UU UU   | UU UU   || UU     | U UU U
X  X  X  X | X  X  X || —  U X | X —  X
```

При этом предполагается, что тенденция к тонической трансформации возникла раньше (когда в латинском языке ощущалось сильное начальное ударение, благоприятствовавшее аллитерации), к метрической — позже (когда латинский стих теснее соприкоснулся с греческим). В этом отношении сатурнийский стих представляет собой такой же этап перехода от доквантитативной метрики к квантитативной в латинском языке, как эолийская метризованная силлабика — в греческом.
Пример сатурнийского стиха из поэмы Невия о Первой Пунической войне (перев. М. Гаспаров):
Seséqu[e] eí períre || mávolunt ibídem,
Quám cum stúpro redír[e] ad || súos populáres.
Sin íllos déserant || fortissímos virórum,
Mágnum stúprum pópulo || fíeri per géntes…
Сами лучше желают || погибнуть на месте,
Чем к своим родичам || вернуться с позором.
Если ж им не помогут, || доблестным героям,
Срам будет великий || народу меж народов.
Сатурнийский стих был заимствован жрецами для религиозных гимнов; им писались эпитафии на гробницах полководцев. Стих повсеместно употреблялся до Энния (нач. II в. до н. э.), который, в подражание Гомеру, написал свои «Анналы» дактилическим гекзаметром и тем самым положил начало грецизации латинского стихосложения. На русский язык сатурнийские стихи почти не переводились.